# Гвардиола (Кјети)
Гвардиола (итал. Guardiola) је насеље у Италији у округу Кјети, региону Абруцо.
Према процени из 2011. у насељу је живело 85 становника. Насеље се налази на надморској висини од 276 м.